# Korenmetershuisje (Amsterdam)

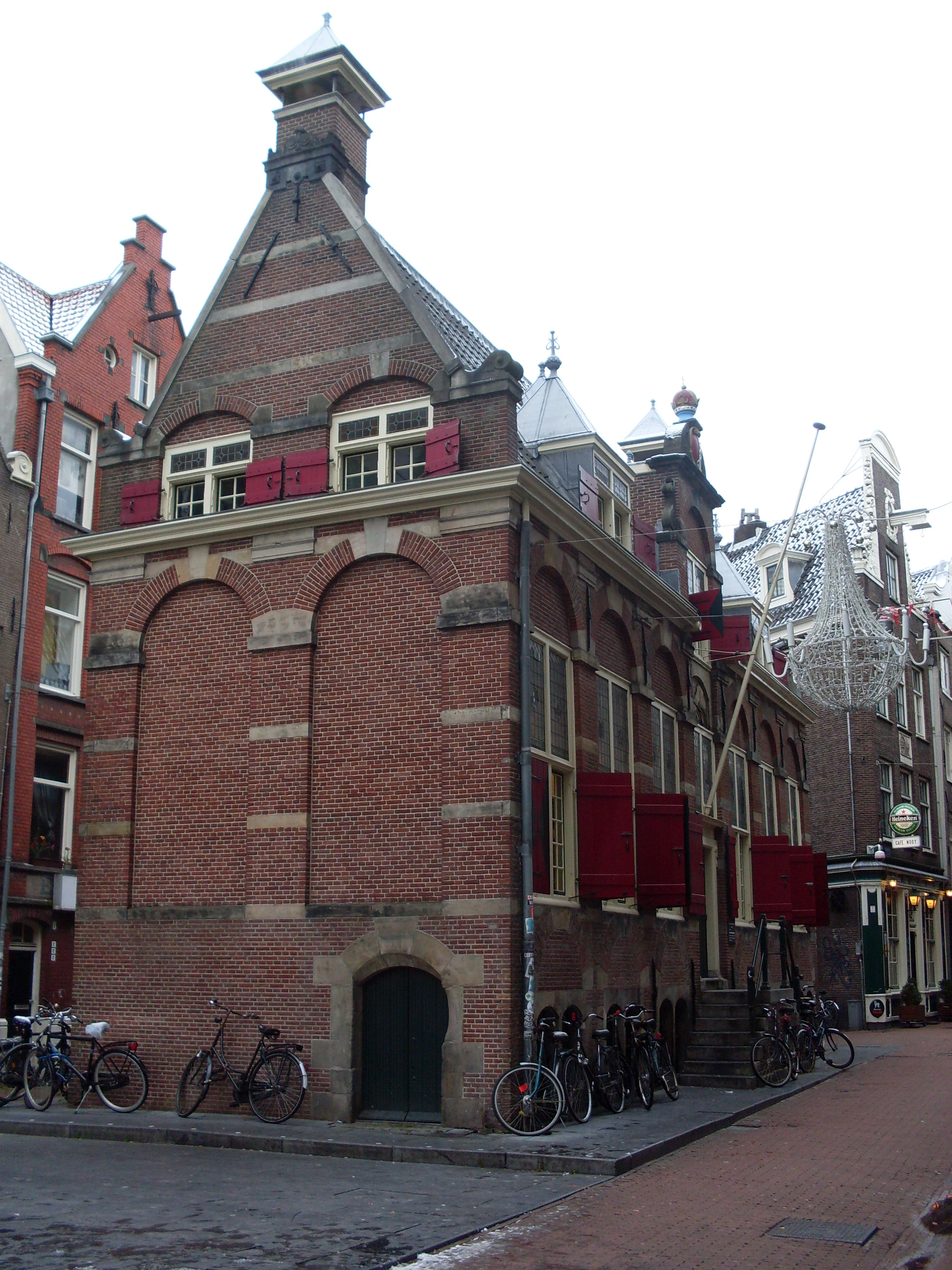
Het Korenmetershuisje in 2010

Het Korenmetershuisje of Korenmeestershuis aan de Nieuwezijds Kolk in Amsterdam is een voormalig gildehuis, gebouwd in 1620 voor het gilde van korenmeters ter vervanging van een eerder gildehuis op dezelfde plek. Het is een van de weinige Amsterdamse gildehuizen die bewaard zijn gebleven, en een van de weinig nog overgebleven vrijstaande gebouwen in de oude binnenstad. Het Korenmetershuisje is aangewezen als rijksmonument.

## Gebouw

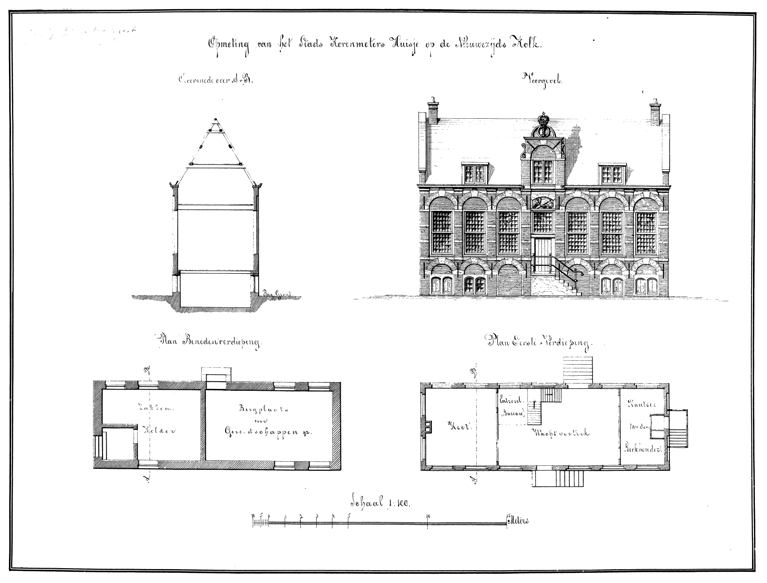
Tekening van opmeting uit 1873

Het rechthoekige gebouw, gebouwd in de stijl van de Hollandse renaissance, heeft ingangen aan de voor- en achtergevel. Boven de hoofdingang aan de zuidelijke voorgevel zijn in reliëf verschillende attributen aangebracht die het gilde symboliseren: de maat, ton en strijker. De voorgevel heeft zes ramen, de achtergevel drie.
Het gebouw werd in de 18e en 19e eeuw flink verbouwd, onder meer in 1798 door Abraham van der Hart. Zo werden de oorspronkelijke kruiskozijnen met luiken en glas-in-loodramen vervangen door schuiframen. Een groot deel van het interieur is tijdens een verbouwing in 1896 verloren gegaan. Er werd een nieuw trappenhuis geplaatst en de wanden van de hal werden gedeeltelijk bekleed met tegels.

## Functie

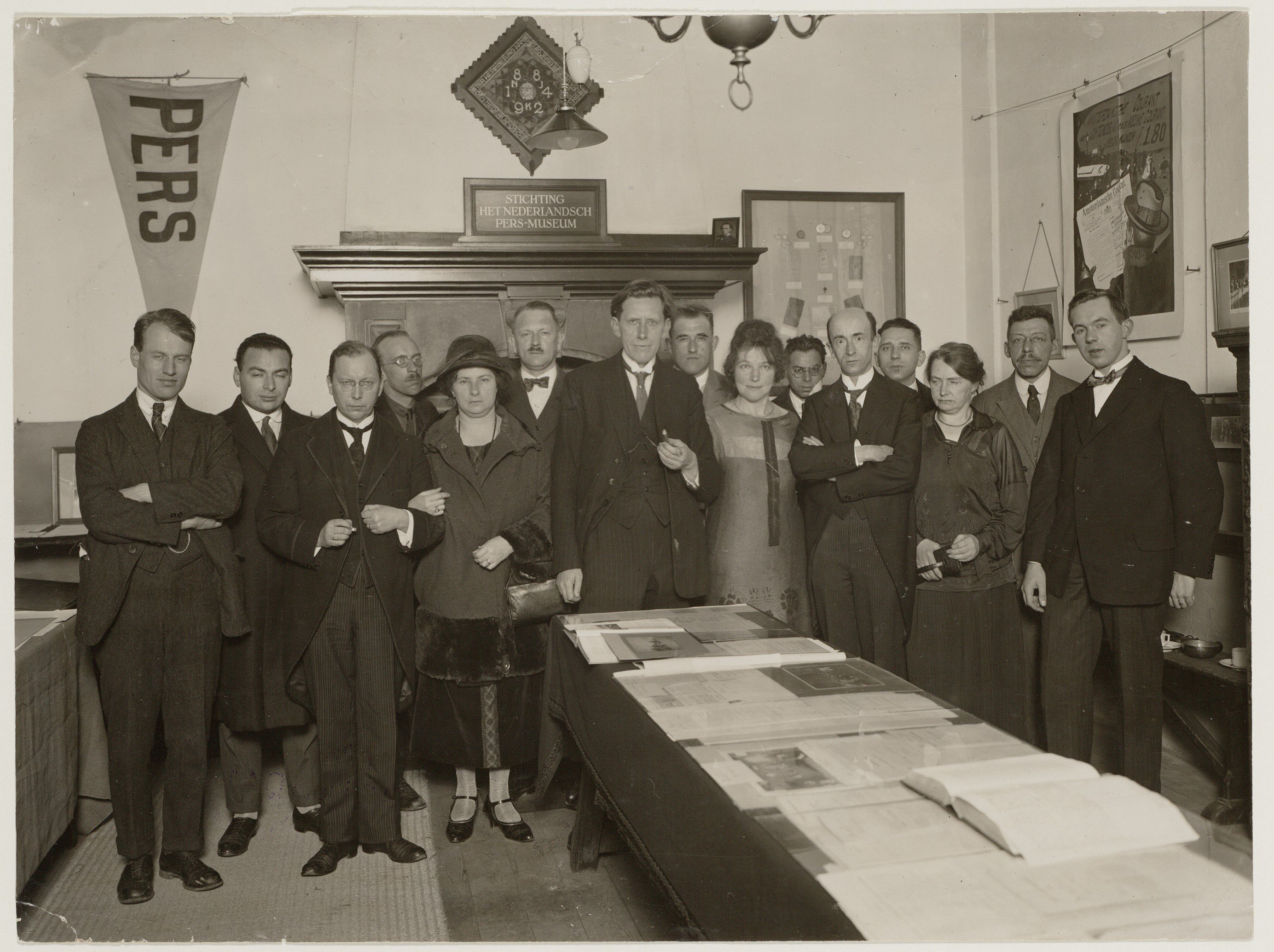
Opening Persmuseum (1924)

Op de bel-etage van het Korenmetershuisje vonden de vergaderingen plaats van de korenmeters en korenzetters (sinds 1654 verenigd in een gilde), die ervoor zorgden dat de partijen graan die verhandeld werden op de Korenbeurs volgens standaardmaten verdeeld werden. Voor de bouw van het Korenmetershuisje kwam het gilde van korenmeters samen in een houten huisje bij de (nu verdwenen) Oude Brug over het Damrak. Het souterrain van het Korenmetershuisje diende als werkplaats voor de korendragers en de zolder deed dienst als werkruimte voor de boekhouders.
Na de opheffing in 1921 van de opvolger van het gilde, de Corporatie der Korenwegers en korenmeters, werd het gebouw eigendom van de gemeente. Van 1924 tot 1950 was het Persmuseum er gevestigd, waarna het bureau van de Vereniging de Amsterdamse Haven in het gebouw kwam. Sinds 1967 dient het als kantoor van de Erfgoedvereniging Heemschut, een landelijke vereniging die zich inzet voor de bescherming van cultuurmonumenten in Nederland. In 2021 werd het aangekocht door Stadsherstel.

## Wetenswaardigheden
- Op 23 november 1577 probeerden de Watergeuzen Amsterdam te veroveren met een legertje van vierhonderd man onder leiding van Herman Helling en Nicolaas Ruikhaver. In "Een kleine geschiedenis van Amsterdam" vertelt Geert Mak dat de inval mislukte omdat Helling het Korenmetershuisje aanzag voor het stadhuis van Amsterdam.
- In de Baantjer-roman De Cock en kogels voor een bruid (1993) wordt bij het Korenmeesterhuisje het lijk van een jonge vrouw gevonden.

## Afbeeldingen

### Foto's

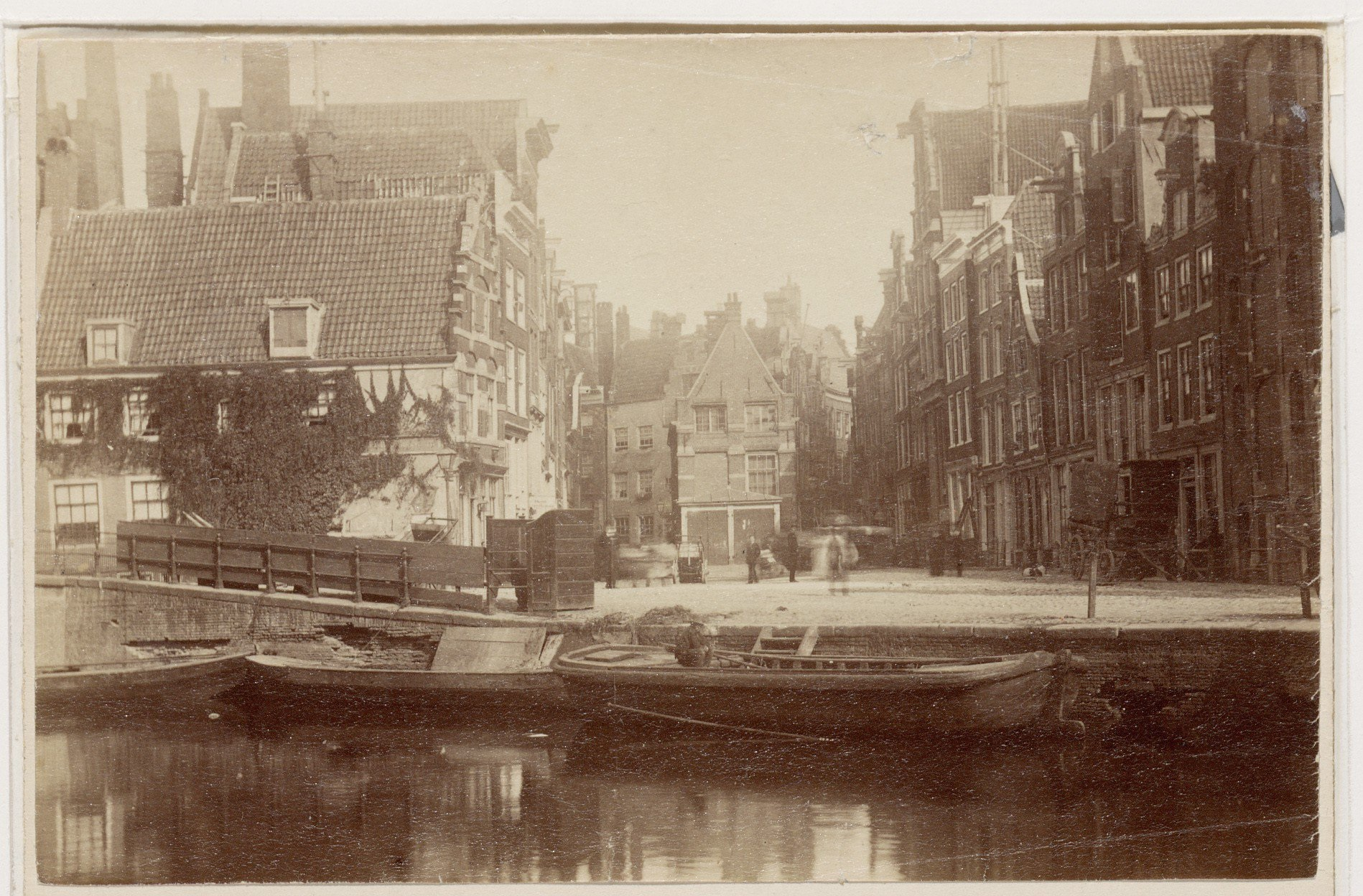
Foto van Pieter Oosterhuis
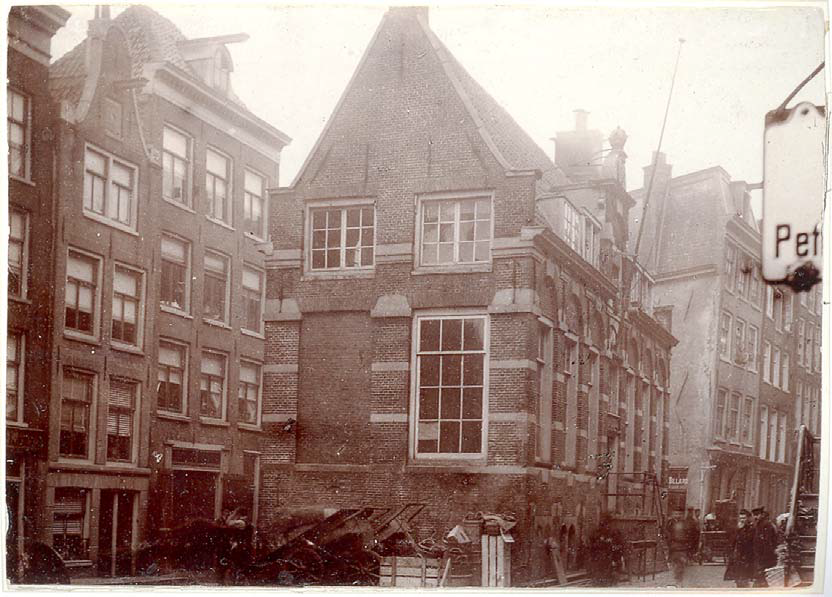
Voor de restauratie van 1898
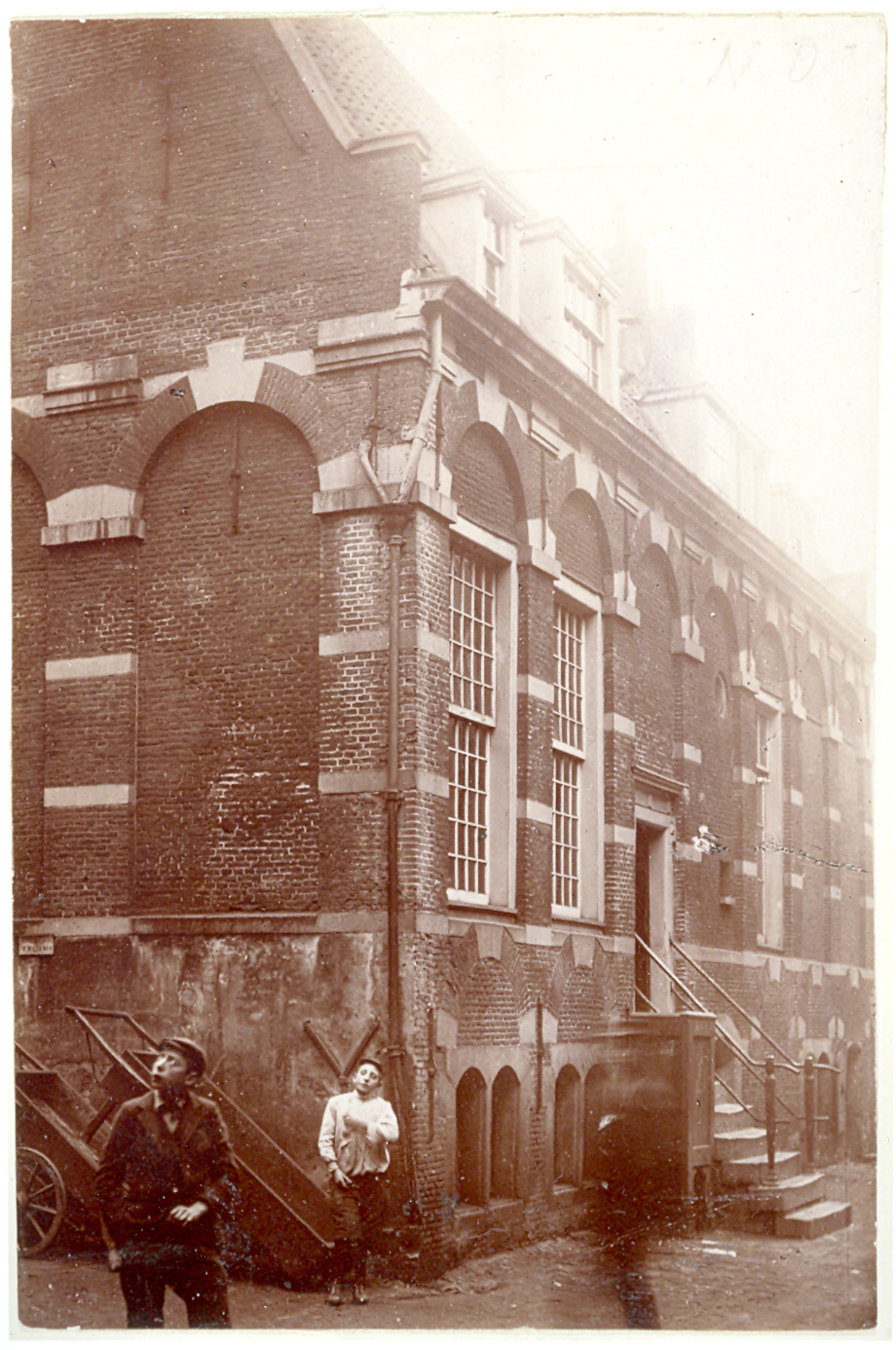
Achterzijde, voor de restauratie van 1898
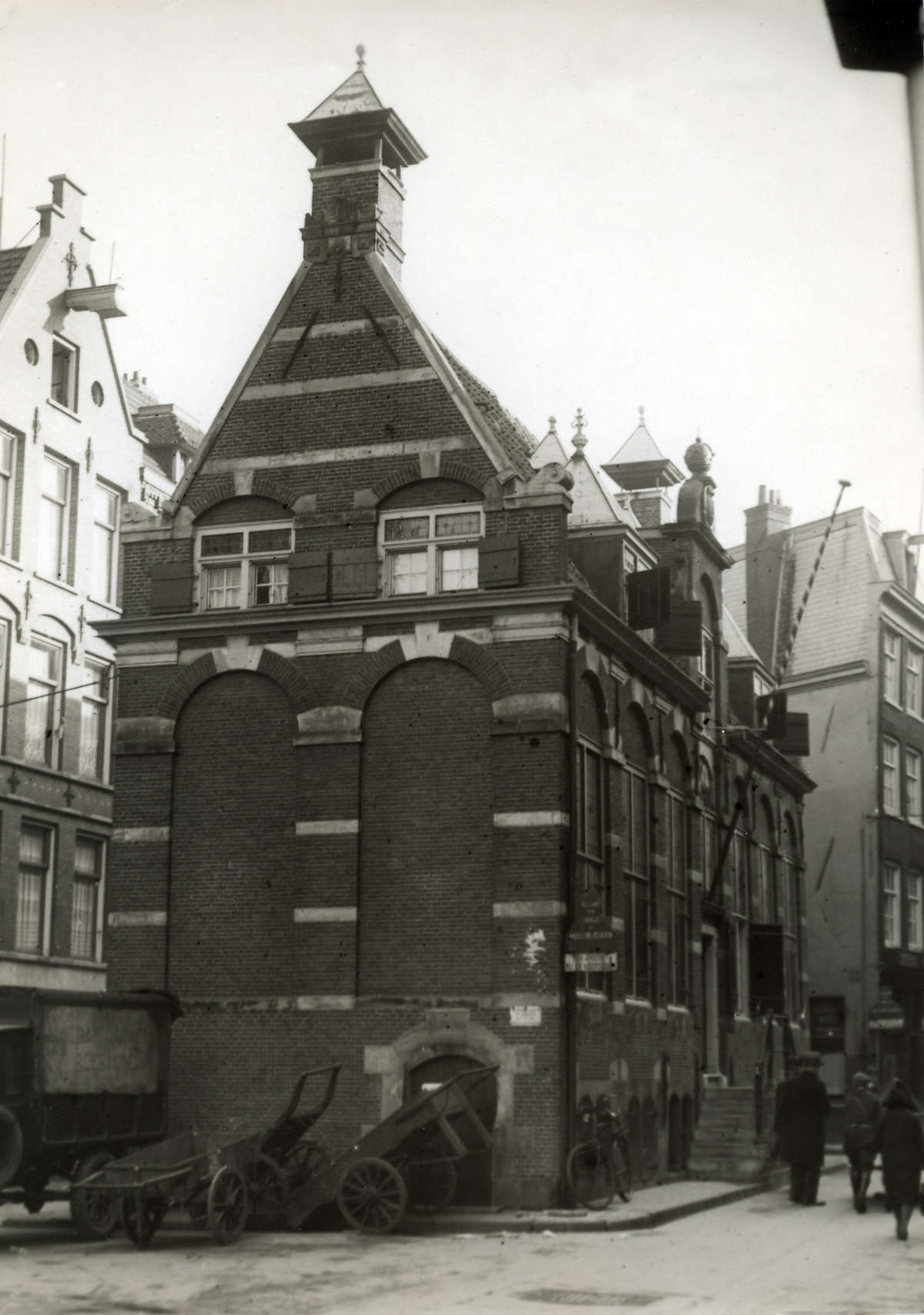
Omstreeks 1930
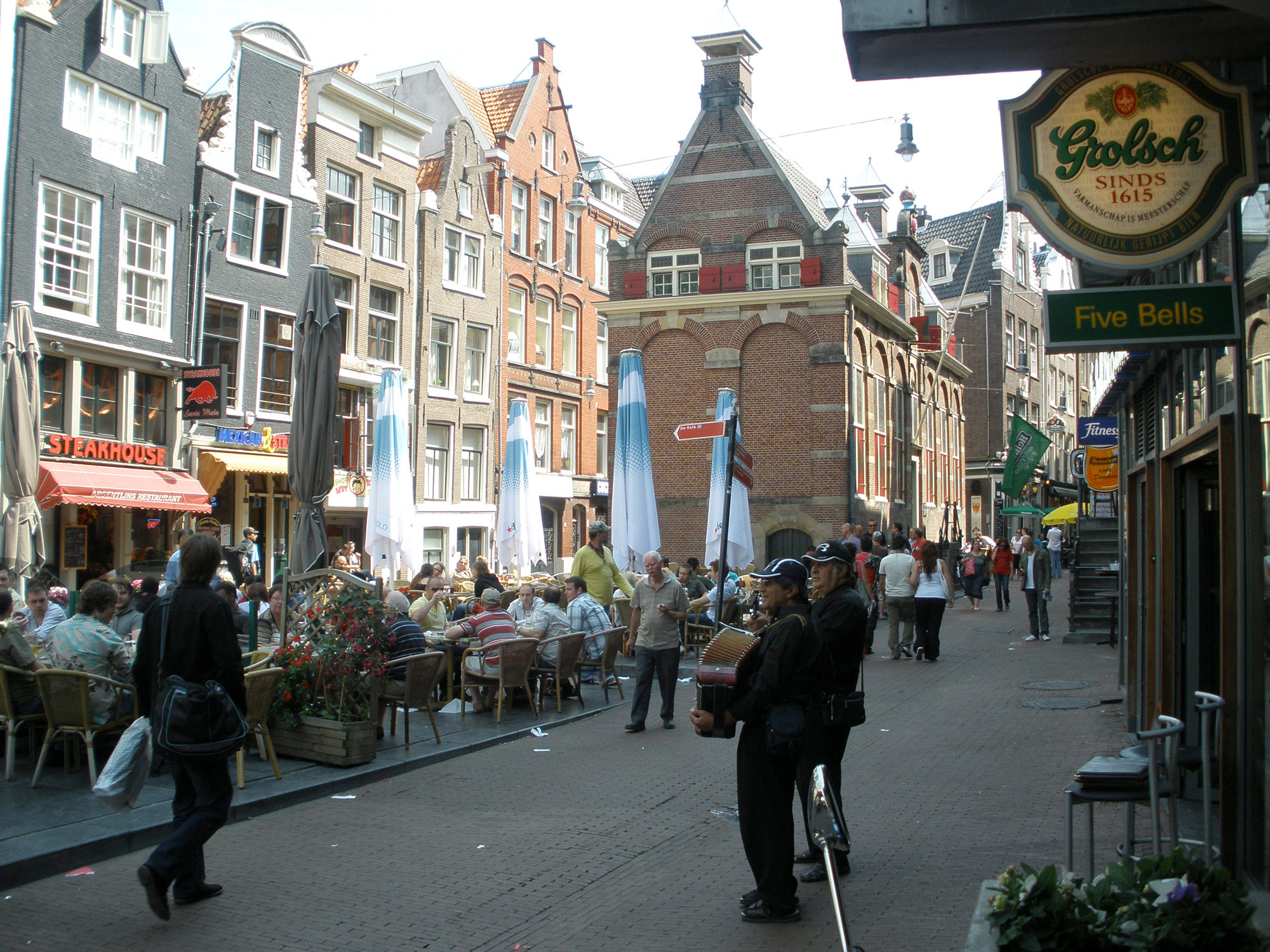
Nieuwezijds Kolk, 2008
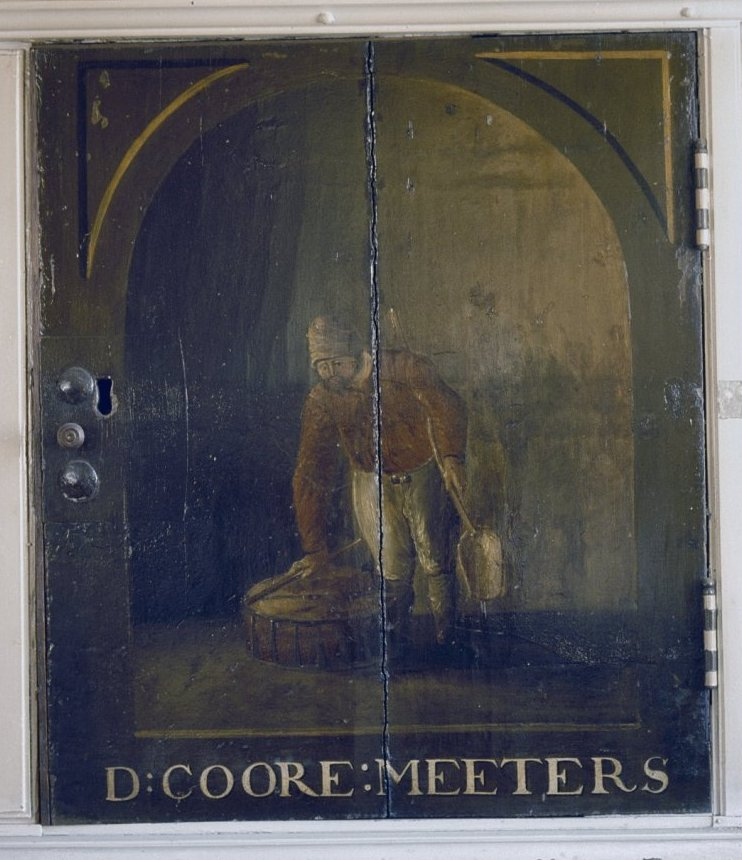
Detail interieur
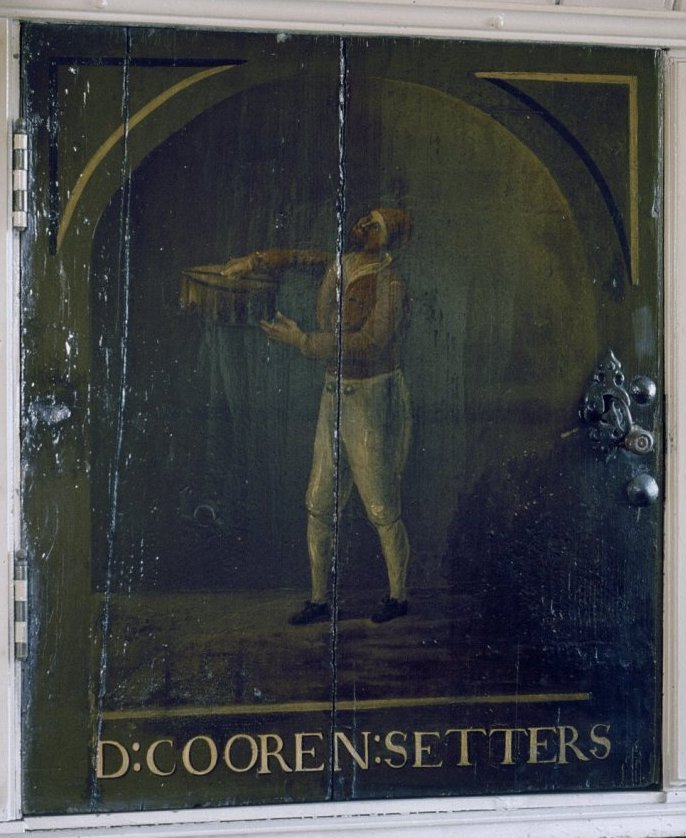
Detail interieur

### Tekeningen en prenten

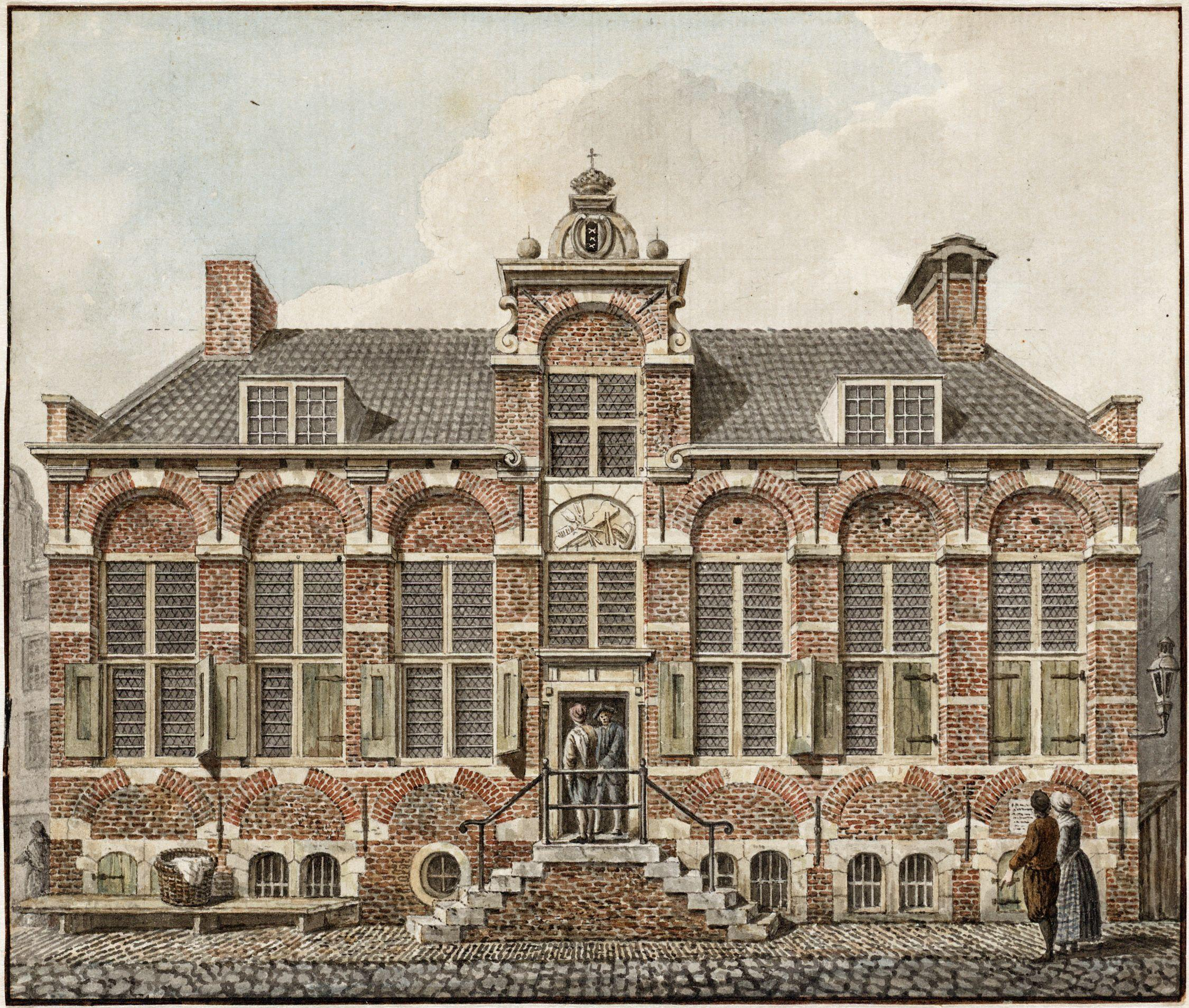
Tekening van Paulus van Liender
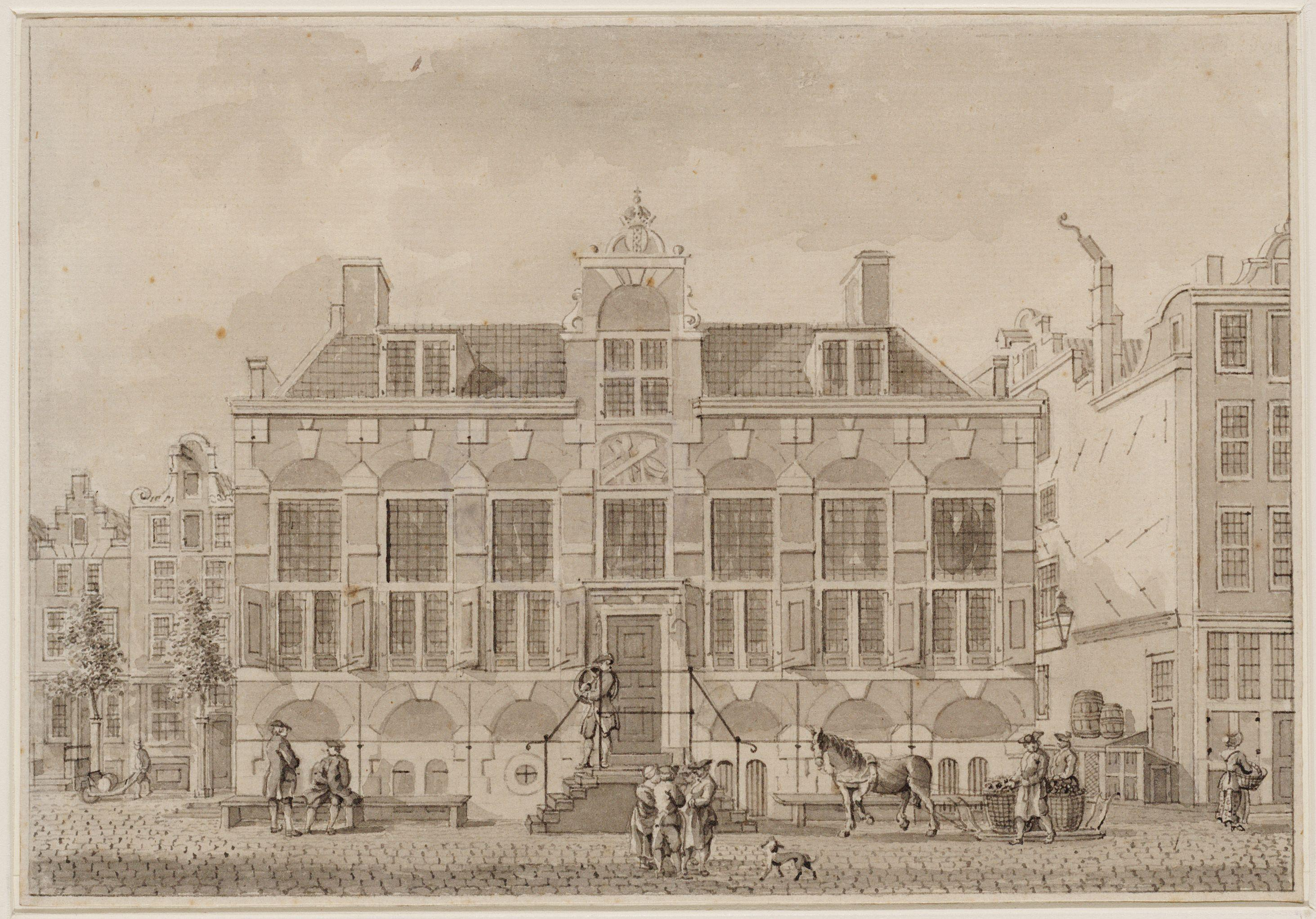
Tekening van Hermanus Petrus Schouten
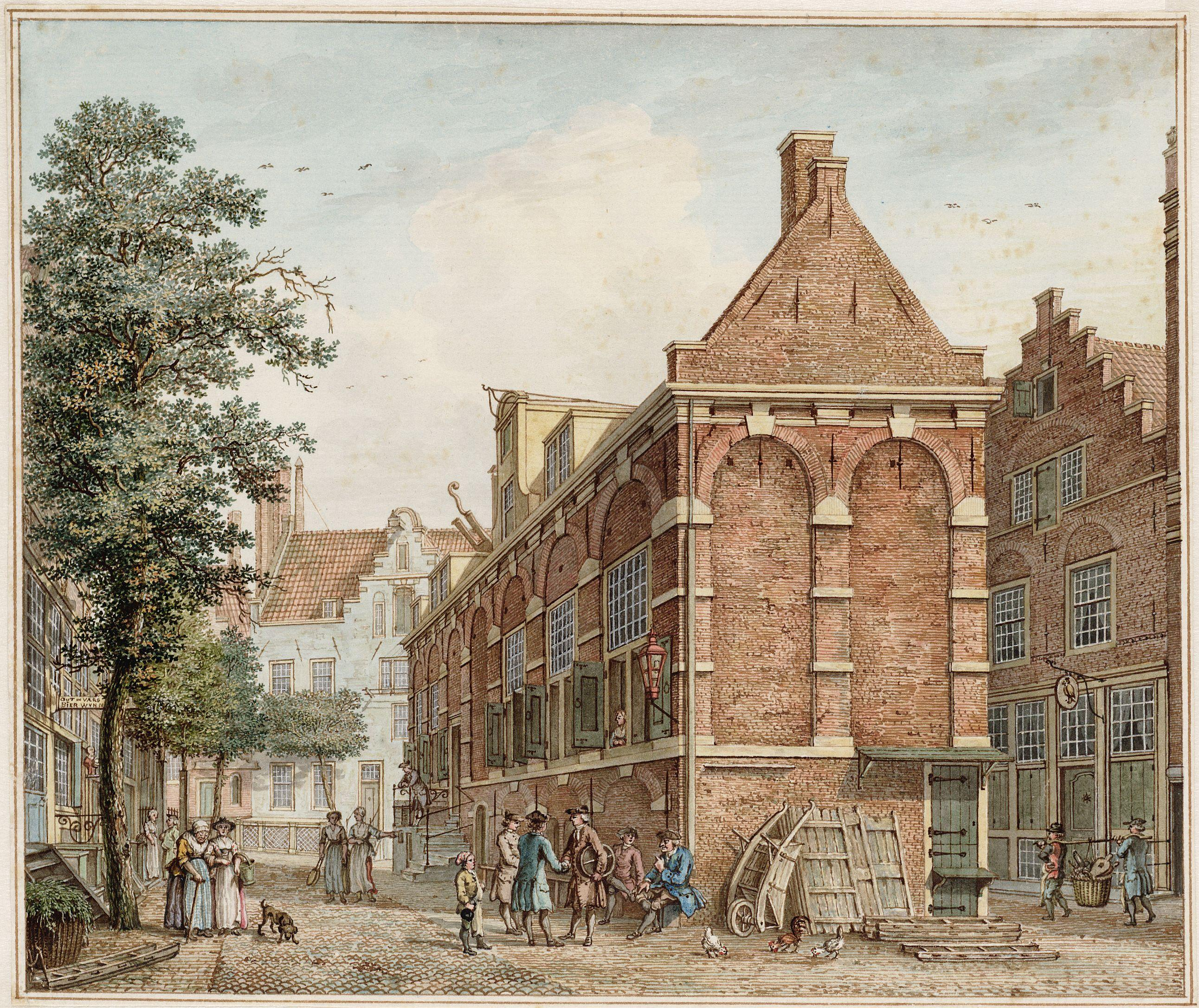
Prent van Hermanus Petrus Schouten
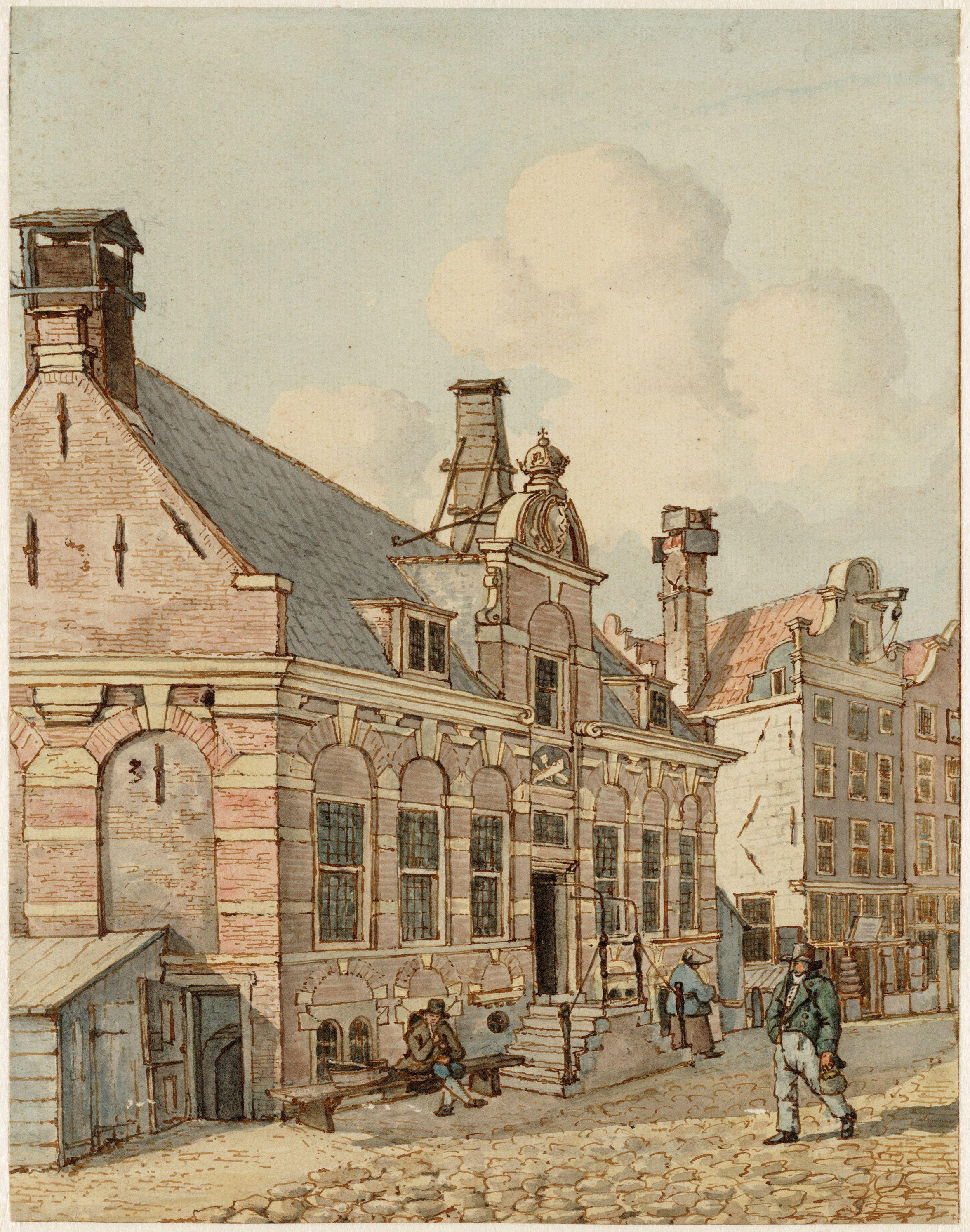
Tekening (1816) van Gerrit Lamberts
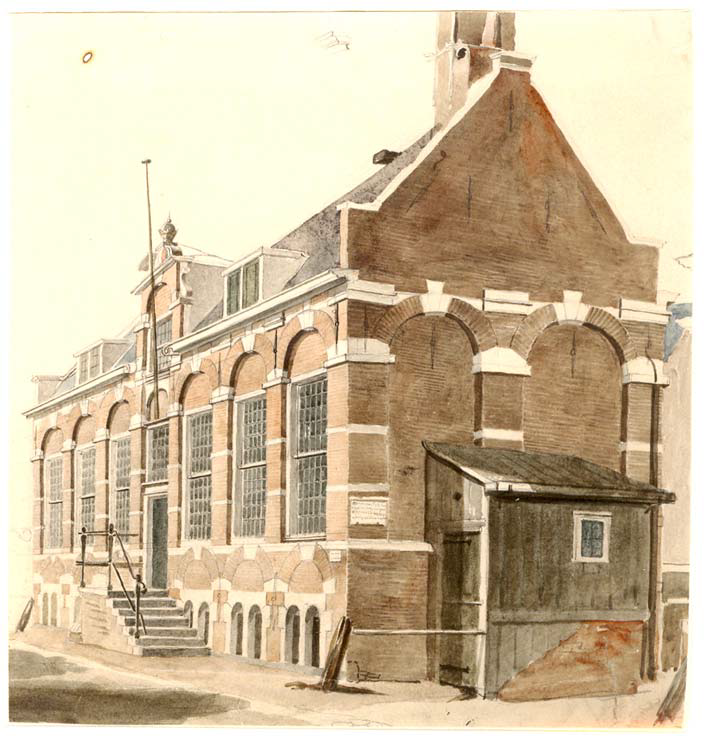
Tekening van J.G.L. Rieke
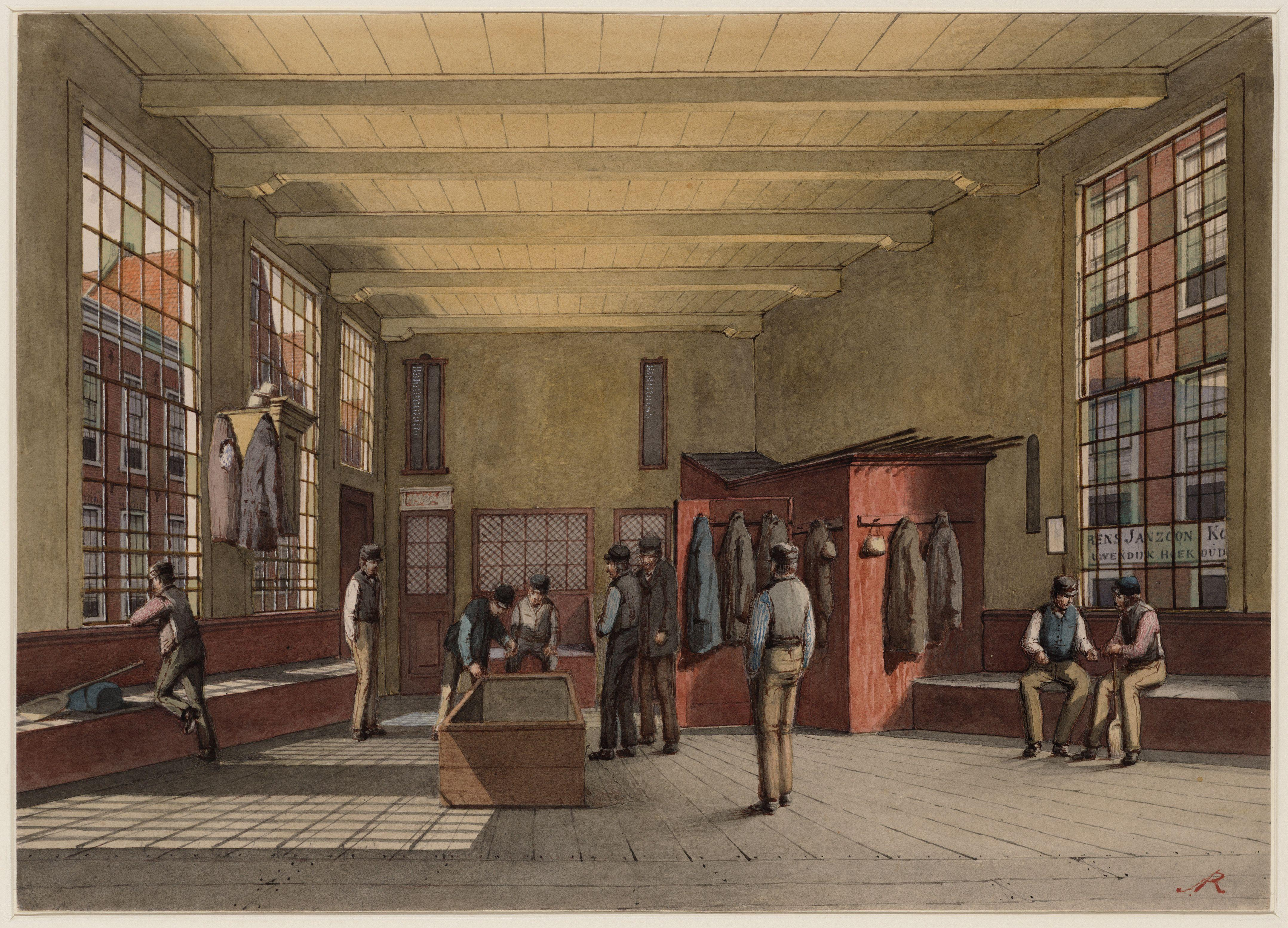
Interieurtekening 19e eeuw van J.M.A. Rieke
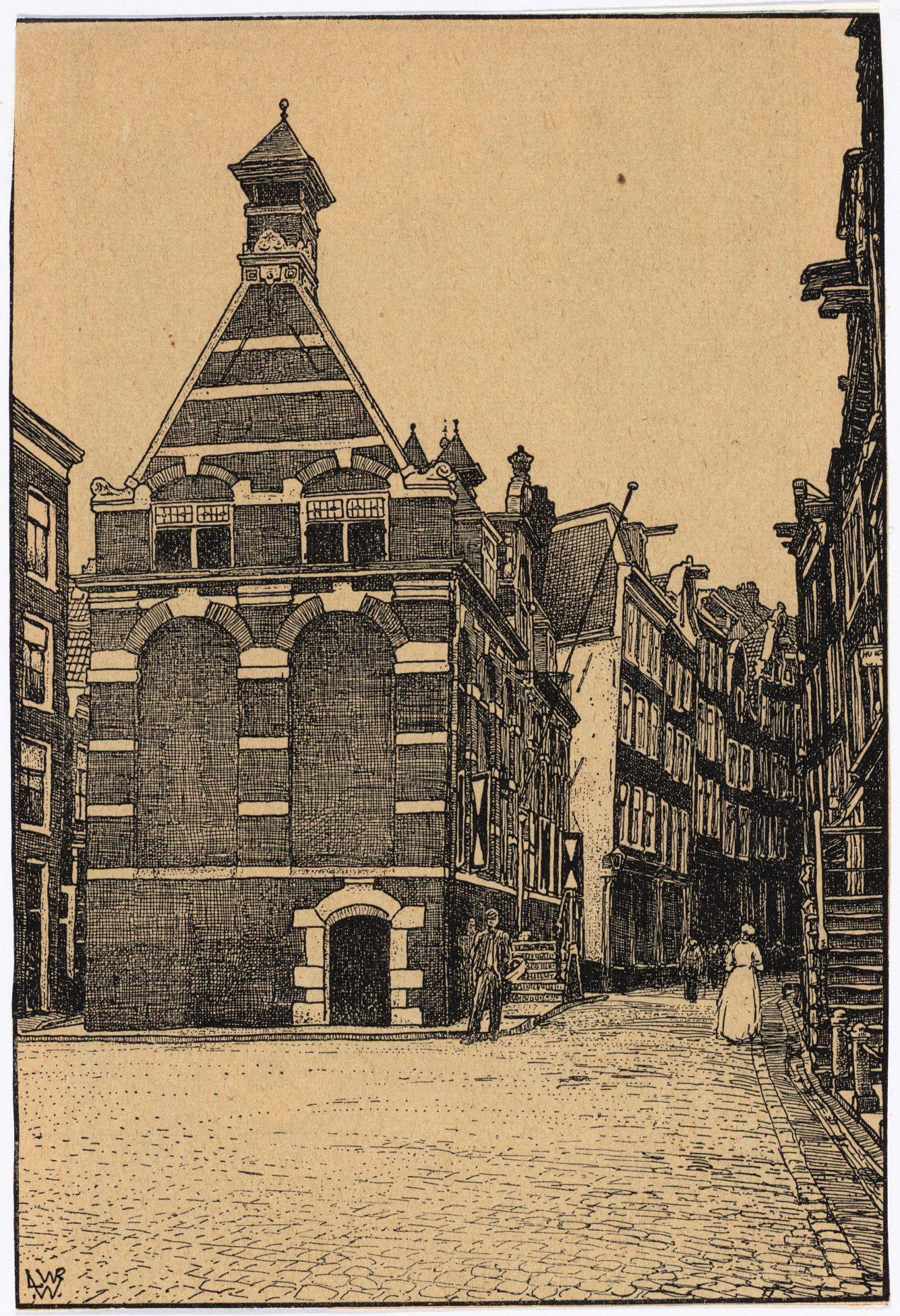
Prent van Ludwig Willem Reymert Wenckebach